# Cuentos sin plumas
Cuentos sin plumas es el nombre de la edición española de la recopilación de relatos de Woody Allen, publicados en Estados Unidos con el nombre "Complete Prose of Woody Allen". Está compuesto por un compendio de sus anteriores recopilaciones: "Como acabar de una vez por todas con la cultura" (Getting Even, 1971), "Sin plumas" (Without Feathers, 1975) y "Perfiles" (Side Effects, 1980).

## Como acabar de una vez por todas con la cultura
Woody Allen comenzó su carrera como escritor de comedia para revistas, siendo esta obra una recopilación de relatos humorísticos de sus artículos en los años 1960 . 
Incluye una revisión irónica de muchos de los elementos de la cultura actual, tomando en clave de humor los elementos principales de la historia reciente e incluyendo situaciones propias del absurdo que intentan llevar al lector a replantearse su percepción sobre los personajes y situaciones. En esta obra ya se encuentran temas que serán recurrentes en la obra de Allen, como son el psicoanálisis y su condición de judío, especialmente significativas en esta obra en la que incluye artículos sobre Adolf Hitler en clave de humor siguiendo la línea de Charles Chaplin en El gran dictador.

## Sin plumas
Sin Plumas es una de las obras más conocidas de Allen. El libro pasó 4 meses en la lista de libros más vendidos en el New York Times. El libro es una colección de historias cortas, y también cuenta con dos obras en un acto, "La Muerte (obra de teatro)" (Death (play)) y "Dios (obra de teatro)" (God (play)).
El nombre es esencialmente un juego de palabras con la frase de Emily Dickinson "La esperanza es esa cosa con plumas", que refleja a un Woody Allen con un neurótico sentimiento de desesperanza. El poema de Dickinson se menciona en una de las historias en la colección[cita requerida].

## Perfiles
Es una antología de 17 cuentos cómicos escritos por Woody Allen, entre 1975 y 1980, publicados todos menos uno en The New Republic, The New York Times, The New Yorker, y The Kenyon Review.
- Datos: Q5793831